# 清里ポーセリンミュージアム
清里ポーセリンミュージアム（きよさとポーセリンミュージアム）は、山梨県北杜市にある、マイセン磁器コレクションを展示する美術館。1997年開館。
16世紀から現代にかけてのヨーロッパの芸術的磁器が展示されている。